# Ivona Pavićević
Ivona Pavićević (n. 21 aprilie 1996, la Podgorica) este o handbalistă muntenegreană care joacă pentru echipa ŽRK Budućnost și pentru echipa națională a Muntenegrului pe postul de extremă stânga.
Anterior Pavićević a evoluat pentru ŽRK Budućnost Podgorica, iar pe 1 martie 2019 s-a anunțat că handbalista a semnat un contract cu Corona Brașov, pentru care va evolua din vara anului 2019.
Printre alte competiții, handbalista a luat parte la Campionatul Mondial din 2015, desfășurat în Danemarca, și la Campionatul European din 2018, desfășurat în Franța.

## Palmares
- Liga Campionilor EHF
  - Semifinalistă: 2016, 2017
  - Sfert-finalistă: 2018, 2019

- Cupa Cupelor:
  - Turul 2: 2015

- Cupa Challenge:
  - Turul 3: 2014